# Федоровичі
Федоровичі — український і польський шляхетський рід. Володіли маєтностями, зокрема, в Галичині.

## Представники
- Матвій, дружина Анна
  - Гаврило (Габріель) (1751, Лукавиця — 1800, Стрілків)
    - Василь
    - Андрій (1778, Стрілків — 1855, Жеребки Шляхетські), у 1819 та 1820 разом з братом вилегітимізувався зі шляхетства, дружина — Розалія з Гриневичів, шлюб уклали у 1805 році в Токах, мали 5 синів
      - Антін (Антоній) (1806—1881) — дідич Галущинців
        - Марія, чоловік — Зигмунт Дзєржановський, син — Казімеж Антоній Джержановський

      - Іван[1] (1811—1870)
        - Людмила (пом. 1849)
        - Володислав Валентин[2]
          - Іванна-Кароліна

      - Амвросій (1817—1858)
      - Адріян (1818—1856)
        - Тадей
          - Олександр Аріян Теофіль
          - Ольга Целіна

      - Алоїз (Алоїзій) — дідич села Жеребки, голова Скалатської повітової ради, дружина — Юлія Нікодема Шептицька
        - Леон
        - Володимир (1871—1935) — підполковник УГА, командир групи «Крукеничі»[3]
        - Болеслав
        - Алоїзій Тимон
        - Сабіна
        - Олена
        - Юлія
        - Марія